# Philipp I. (Piemont)
Philipp I., auch bekannt als Philipp von Savoyen (französisch Philippe de Savoie, italienisch Filippo di Savoia-Acaia, * 1278; † 25. September 1334), war ab 1282 Herr von Piemont und von 1301 bis 1307 Fürst von Achaia.

## Leben
Philipp war der Sohn von Thomas III. von Piemont und Guyonne de Châlon, heiratete am 12. Februar 1301 in Rom Isabelle de Villehardouin, Fürstin von Achaia, und wurde durch diese Ehe selbst zum Fürsten von Achaia. Philipp betrieb nun die Rückeroberung Lakoniens von Byzanz, doch sein autoritärer Charakter brachte ihn schnell in Konflikt mit dem Adel des Landes. Nachdem er versucht hatte, sich gegen die Barone durchzusetzen, musste er 1304 nachgeben und ein Parlament akzeptieren. 1306 wurden Philipp und Isabelle nach Neapel gerufen, wo Philipp angeklagt wurde, sich nicht ausreichend an einem Feldzug Karls gegen das Despotat Epirus beteiligt zu haben; Isabella wiederum wurde vorgeworfen, für ihre dritte Ehe nicht die erforderliche Zustimmung Karls II. von Neapel eingeholt zu haben. Am 5. Mai 1306 wurde dem Paar Achaia weggenommen und Karls Sohn Philipp I. von Tarent gegeben. Philipp von Piemont gab seinen Anspruch auf Achaia am 11. Mai 1307 auf und erhielt die Grafschaft Alba (Piemont). Isabelle trennte sich von ihm und floh nach Hennegau, der Heimat ihres zweiten Ehemanns, von wo aus sie ihre Ansprüche weiter betrieb.

## Familie
Kinder Isabelles und Philipps waren:
- Marguerite (* 1303; † nach 1371), ⚭ 1324 Renaud, Graf von Forez († 1370)

Im Jahr 1312 (Isabelle war Anfang des Jahres gestorben) heiratete Philipp Catherine de la Tour du Pin († 1337), Tochter von Humbert I., Dauphin von Viennois, und Anne de Bourgogne. Kinder aus dieser Ehe waren:
- Alice († 1368), ⚭ I Manfred de Carretto, Markgraf von Savona; ⚭ II 1354 Antelmo d'Urtières
- Jacques (* 1315; † 1367), Herr von Piemont
- Amadeus († 1376), Bischof von Maurienne und Lausanne
- Thomas (* 1329 † nach 1360), Bischof von Turin und Aosta
- Eduard († 1395), Mönch in Cluny, Abt von Saint-Juste, Bischof von Belley und Sitten, Erzbischof von Tarentaise
- Aymon
- Eleonore († 1350), ⚭ 1333 Manfred V. Markgraf von Saluzzo (Aleramiden)
- Johanna, ⚭ Aymar de Poitiers († 1349) (Haus Poitiers-Valentinois)
- Béatrice (* 1312; † 1340), ⚭ 1334 Humbert VI. de Thoire et Villars († 1372)
- Agnes, ⚭ 1343 Jean de la Chambre, Comte de Laville
- Elisabeth († 1370), Äbtissin von Saint-Jacques in Pinerolo